# Xã Cypress, Quận Harrison, Missouri
Xã Cypress (tiếng Anh: Cypress Township) là một xã thuộc quận Harrison, tiểu bang Missouri, Hoa Kỳ. Năm 2010, dân số của xã này là 159 người.